# Hoya spartioides
Hoya spartioides là một loài thực vật có hoa trong họ La bố ma. Loài này được George Bentham mô tả khoa học đầu tiên năm 1880 dưới danh pháp Astrostemma spartioides. Năm 1891 Carl Ernst Otto Kuntze chuyển nó sang chi Absolmsia với danh pháp Absolmsia spartioides.
Tuy nhiên một số nghiên cứu phát sinh chủng loài cho thấy Absolmsia lồng sâu trong chi Hoya.
Trong WCSPF 2018 người ta xếp loài này trong chi Hoya với danh pháp Hoya spartioides.